# Amelia Island Championships
Amelia Island Championships var en tennisturnering for kvinder, som blev spillet på grusbaner hvert forår i perioden fra 1980 til 2010 i nærheden af Jacksonville, Florida, USA. Turneringen blev markedsført under flere forskellige navne i løbet af dens levetid på grund af skiftende sponsorer, bl.a. Bausch & Lomb Championships og The MPS Group Championships.
Turneringen blev spillet i Amelia Island Plantation i Amelia Island fra 1980 til 2008 – fra 1987 under navnet Bausch & Lomb Championships. Den mistede imidlertid sin titelsponsor, Bausch & Lomb, som ikke forlængede sin kontrakt efter turneringen i 2008. Arrangøren Octagon hyrede Axia Public Relations, et PR-firma, til at finde en ny titelsponsor. I august 2008 kunne Axia og Octagon offentliggøre MPS Group fra Jacksonville som turneringens nye officielle titelsponsor. Octagon flyttede samtidig turneringen 40 km sydpå til Sawgrass Country Club i Ponte Vedra Beach til bedre faciliteter og for at tiltrække et større publikum.
Den 21. maj 2010 offentliggjorde arrangørerne, at turneringen ikke ville blive afholdt i 2011. WTA Tour ønskede at reducere antallet af forårsturneringer afviklet på grus, og MPS Group Championships havde den laveste præmiesum. Touren tilbød alternative terminer i februar og juli, men ingen arena var ledig i februar, og juli egner sig ikke til turneringstennis i Florida på grund af varmen.
En af den mest usædvanlig kampe i tennishistorien blev spillet på Amelia Island i 2002. Anne Kremer besejrede Jennifer Hopkins med 5-7, 6-4, 6-2 i en kamp, hvor spillerne tilsammen begik 29 dobbeltfejl. Efter kampen afslørede en kontrolmåling af banen, at servefelterne ved en fejl var blevet udmålt tre fod kortere end reglerne foreskrev.

## Navne
| Periode   | Navn                                                   |
| --------- | ------------------------------------------------------ |
| 1980-83   | Murjani WTA Championships                              |
| 1984      | NutraSweet WTA Championships                           |
| 1985-86   | Sunkist WTA Championships                              |
| 1987      | Women`s International Tennis Association Championships |
| 1988-2008 | Bausch & Lomb Championships                            |
| 2009-10   | The MPS Group Championships                            |

## Finaler

### Single
| Spillested        | År   | Vinder                      | Finalist                | Finaleresultat   |
| ----------------- | ---- | --------------------------- | ----------------------- | ---------------- |
| Amelia Island     | 1980 | Martina Navratilova         | Hana Mandlíková         | 5–7, 6–3, 6–2    |
| Amelia Island     | 1981 | Chris Evert                 | Martina Navratilova     | 6–0, 6–0         |
| Amelia Island     | 1982 | Chris Evert (2)             | Andrea Jaeger           | 6–3, 6–1         |
| Amelia Island     | 1983 | Chris Evert (3)             | Carling Bassett         | 6–3, 2–6, 7–5    |
| Amelia Island     | 1984 | Martina Navratilova (2)     | Chris Evert             | 6–2, 6–0         |
| Amelia Island     | 1985 | Zina Garrison               | Chris Evert             | 6–4, 6–3         |
| Amelia Island     | 1986 | Steffi Graf                 | Claudia Kohde-Kilsch    | 6–4, 5–7, 7–6(3) |
| Amelia Island     | 1987 | Steffi Graf (2)             | Hana Mandlíková         | 6–3, 6–4         |
| Amelia Island     | 1988 | Martina Navratilova (3)     | Gabriela Sabatini       | 6–0, 6–2         |
| Amelia Island     | 1989 | Gabriela Sabatini           | Steffi Graf             | 3–6, 6–3, 7–5    |
| Amelia Island     | 1990 | Steffi Graf (3)             | Arantxa Sánchez Vicario | 6–1, 6–0         |
| Amelia Island     | 1991 | Gabriela Sabatini (2)       | Steffi Graf             | 7–5, 7–6         |
| Amelia Island     | 1992 | Gabriela Sabatini (3)       | Steffi Graf             | 6–2, 1–6, 6–3    |
| Amelia Island     | 1993 | Arantxa Sánchez Vicario     | Gabriela Sabatini       | 6–2, 5–7, 6–2    |
| Amelia Island     | 1994 | Arantxa Sánchez Vicario (2) | Gabriela Sabatini       | 6–1, 6–4         |
| Amelia Island     | 1995 | Conchita Martínez           | Gabriela Sabatini       | 6–1, 6–4         |
| Amelia Island     | 1996 | Irina Spîrlea               | Mary Pierce             | 6–7, 6–4, 6–3    |
| Amelia Island     | 1997 | Lindsay Davenport           | Mary Pierce             | 6–2, 6–3         |
| Amelia Island     | 1998 | Mary Pierce                 | Conchita Martínez       | 6–7(8), 6–0, 6–2 |
| Amelia Island     | 1999 | Monica Seles                | Ruxandra Dragomir       | 6–2, 6–3         |
| Amelia Island     | 2000 | Monica Seles (2)            | Conchita Martínez       | 6–3, 6–2         |
| Amelia Island     | 2001 | Amélie Mauresmo             | Amanda Coetzer          | 6–4, 7–5         |
| Amelia Island     | 2002 | Venus Williams              | Justine Henin           | 2–6, 7–5, 7–6(5) |
| Amelia Island     | 2003 | Jelena Dementjeva           | Lindsay Davenport       | 4–6, 7–5, 6–3    |
| Amelia Island     | 2004 | Lindsay Davenport (2)       | Amélie Mauresmo         | 6–4, 6–4         |
| Amelia Island     | 2005 | Lindsay Davenport (3)       | Silvia Farina Elia      | 7–5, 7–5         |
| Amelia Island     | 2006 | Nadia Petrova               | Francesca Schiavone     | 6–4, 6–4         |
| Amelia Island     | 2007 | Tatiana Golovin             | Nadia Petrova           | 6–2, 6–1         |
| Amelia Island     | 2008 | Marija Sjarapova            | Dominika Cibulková      | 7–6(7), 6–3      |
| Ponte Vedra Beach | 2009 | Caroline Wozniacki          | Aleksandra Wozniak      | 6–1, 6–2         |
| Ponte Vedra Beach | 2010 | Caroline Wozniacki (2)      | Olga Govortsova         | 6–2, 7–5         |

### Double
| Spillested        | År   | Vindere                                         | Finalister                                     | Finaleresultat                     |
| ----------------- | ---- | ----------------------------------------------- | ---------------------------------------------- | ---------------------------------- |
| Amelia Island     | 1980 | Rosemary Casals Ilana Kloss                     | Kathy Jordan Pam Shriver                       | 7–6, 7–6                           |
| Amelia Island     | 1981 | Kathy Jordan Anne Smith                         | Joanne Russell Pam Shriver                     | 6–3, 5–7, 7–6                      |
| Amelia Island     | 1982 | Leslie Allen Mima Jaušovec                      | Barbara Potter Sharon Walsh                    | 6–1, 7–5                           |
| Amelia Island     | 1983 | Candy Reynolds Rosalyn Fairbank                 | Virginia Ruzici Hana Mandlíková                | 6–4, 6–2                           |
| Amelia Island     | 1984 | Kathy Jordan (2) Anne Smith (2)                 | Anne Hobbs Mima Jaušovec                       | 6–4, 4–6, 6–4                      |
| Amelia Island     | 1985 | Rosalyn Fairbank (2) Hana Mandlíková            | Carling Bassett Chris Evert                    | 6–1, 2–6, 6–2                      |
| Amelia Island     | 1986 | Claudia Kohde-Kilsch Helena Suková              | Gabriela Sabatini Catherine Tanvier            | 6–2, 5–7, 7–6                      |
| Amelia Island     | 1987 | Steffi Graf Gabriela Sabatini                   | Hana Mandlíková Wendy Turnbull                 | 3–6, 6–3, 7–5                      |
| Amelia Island     | 1988 | Zina Garrison Jackson Eva Pfaff                 | Katrina Adams Penny Barg-Mager                 | 4–6, 6–2, 7–6                      |
| Amelia Island     | 1989 | Larisa Savtjenko Natasja Zvereva                | Martina Navratilova Pam Shriver                | 7–6, 2–6, 6–1                      |
| Amelia Island     | 1990 | Mercedes Paz Arantxa Sánchez Vicario            | Regina Rajchrtová Andrea Temesvári             | 7–6, 6–4                           |
| Amelia Island     | 1991 | Arantxa Sánchez Vicario (2) Helena Suková (2)   | Mercedes Paz Natasja Zvereva                   | 4–6, 6–2, 6–2                      |
| Amelia Island     | 1992 | Arantxa Sánchez Vicario (3) Natasja Zvereva (2) | Zina Garrison-Jackson Jana Novotná             | 6–1, 6–0                           |
| Amelia Island     | 1993 | Manuela Maleeva-Fragnière Leila Meskhi          | Amanda Coetzer Inés Gorrochategui              | 3–6, 6–3, 6–4                      |
| Amelia Island     | 1994 | Larisa Neiland Arantxa Sánchez Vicario (4)      | Amanda Coetzer Inés Gorrochategui              | 6–2, 6–7, 6–4                      |
| Amelia Island     | 1995 | Amanda Coetzer Inés Gorrochategui               | Nicole Arendt Manon Bollegraf                  | 6–2, 3–6, 6–2                      |
| Amelia Island     | 1996 | Chanda Rubin Arantxa Sánchez Vicario (5)        | Meredith McGrath Larisa Neiland                | 6–1, 6–1                           |
| Amelia Island     | 1997 | Lindsay Davenport Jana Novotná                  | Nicole Arendt Manon Bollegraf                  | 6–3, 6–0                           |
| Amelia Island     | 1998 | Sandra Cacic Mary Pierce                        | Barbara Schett Patty Schnyder                  | 7–6, 4–6, 7–6                      |
| Amelia Island     | 1999 | Conchita Martínez Patricia Tarabini             | Lisa Raymond Rennae Stubbs                     | 7–5, 0–6, 6–4                      |
| Amelia Island     | 2000 | Ingen finale på grund af regnvejr.              | Ingen finale på grund af regnvejr.             | Ingen finale på grund af regnvejr. |
| Amelia Island     | 2001 | Conchita Martínez (2) Patricia Tarabini (2)     | Martina Navratilova Arantxa Sánchez Vicario    | 6–4, 6–2                           |
| Amelia Island     | 2002 | Daniela Hantuchová Arantxa Sánchez Vicario (6)  | María Emilia Salerni Åsa Svensson              | 6–4, 6–2                           |
| Amelia Island     | 2003 | Lindsay Davenport (2) Lisa Raymond              | Virginia Ruano Pascual Paola Suárez            | 7–5, 6–2                           |
| Amelia Island     | 2004 | Nadia Petrova Meghann Shaughnessy               | Myriam Casanova Alicia Molik                   | 3–6, 6–2, 7–5                      |
| Amelia Island     | 2005 | Bryanne Stewart Samantha Stosur                 | Květa Peschke Patty Schnyder                   | 6–4, 6–2                           |
| Amelia Island     | 2006 | Shinobu Asagoe Katarina Srebotnik               | Liezel Huber Sania Mirza                       | 6–2, 6–4                           |
| Amelia Island     | 2007 | Mara Santangelo Katarina Srebotnik (2)          | Anabel Medina Garrigues Virginia Ruano Pascual | 6–3, 7–6(4)                        |
| Amelia Island     | 2008 | Bethanie Mattek Vladimíra Uhlířová              | Viktorija Azarenka Jelena Vesnina              | 6–3, 6–1                           |
| Ponte Vedra Beach | 2009 | Chuang Chia-Jung Sania Mirza                    | Květa Peschke Lisa Raymond                     | 6–3, 4–6, [10–7]                   |
| Ponte Vedra Beach | 2010 | Bethanie Mattek-Sands (2) Yan Zi                | Chuang Chia-Jung Peng Shuai                    | 4–6, 6–4, [10–8]                   |